# کورت ساپف

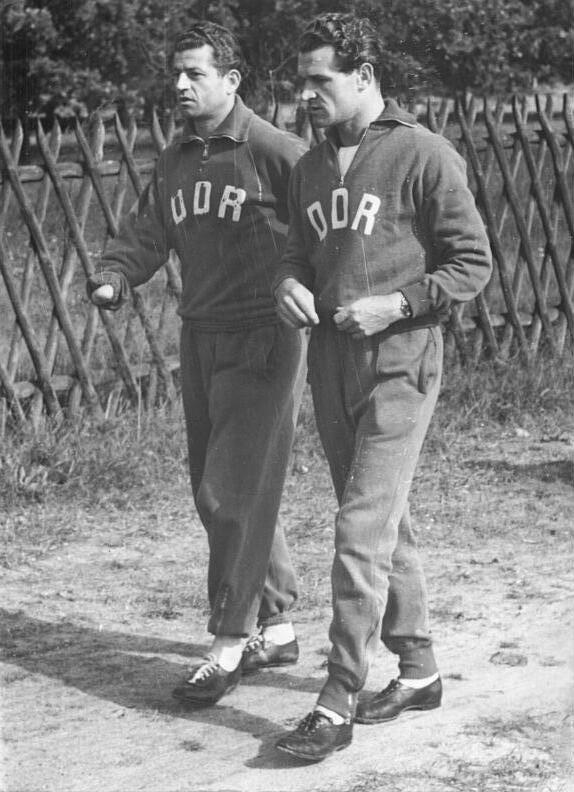
کورت ساپف (نفر اول سمت راست) - ۱۹۵۷

کورت ساپف (به آلمانی: Kurt Zapf) بازیکن فوتبال و مدافع اهل آلمان شرقی بود که از سال ۱۹۵۷ میلادی عضو تیم ملی فوتبال آلمان شرقی بوده‌است. وی در ۴ بازی ملی حضور داشته و در بازی‌های ملی‌اش گلی به ثمر نرساند. کورت ساپف آخرین بازی ملی خود را در سال ۱۹۵۸ میلادی انجام داد.